# Sármányfélék
A sármányfélék (Emberizidae) a madarak osztályának verébalakúak (Passeriformes) rendjébe tartozó család.
A jelenlegi rendszer nem bontja tovább alcsaládokra a családot.
A korábban ide sorolt sarkanytyús sármányokat és hósármányokat újabban sarkantyússármány-félék (Calcariidae) néven családi szinten különítik el a valódi sármányoktól.
Szintén a közelmúltban lettek leválasztva egyes újvilági fajok is, melyek számára hozták létre a  verébsármányfélék (Passerellidae) családját.
Egyes régebbi rendszerek azonban elkülönítik a Galápagos-szigeteken élő Darwin-pintyeket, azokat a különálló Geospizinae alcsaládba helyezve. Más rendszerek ezt az alcsaládot a közeli rokon tangarafélék (Thraupidae) családjába sorolják.

## Rendszerezés
A családba az alábbi 1 nem és 44 faj tartozik:
- Emberiza (Linnaeus, 1758) – 44 faj
  - sisakos sármány (Emberiza lathami)
  - palakék sármány (Emberiza siemsseni) vagy Latoucheornis siemsseni
  - sordély (Emberiza calandra)
  - citromsármány (Emberiza citrinella)
  - fenyősármány (Emberiza leucocephalos)
  - bajszos sármány (Emberiza cia)
  - Godlewski-sármány (Emberiza godlewskii)
  - mezei sármány (Emberiza cioides)
  - ezüstfejű sármány (Emberiza stewarti)
  - barkós sármány (Emberiza jankowskii)
  - kövi sármány (Emberiza buchanani)
  - szürke sármány (Emberiza cineracea)
  - kerti sármány (Emberiza hortulana)
  - rozsdás sármány (Emberiza caesia)
  - sövénysármány (Emberiza cirlus)
  - sivatagi sármány (Emberiza striolata)
  - Emberiza sahari
  - pacsirtasármány (Emberiza impetuani)
  - hegyi sármány (Emberiza tahapisi)
  - Gosling-sármány (Emberiza goslingi)
  - szokotrai sármány (Emberiza socotrana)
  - fokföldi sármány (Emberiza capensis)
  - Vincent-sármány (Emberiza vincenti)
  - Tristram-sármány (Emberiza tristrami)
  - örvös sármány (Emberiza fucata)
  - törpesármány (Emberiza pusilla)
  - tajgasármány (Emberiza chrysophrys)
  - erdei sármány (Emberiza rustica)
  - sárgatorkú sármány (Emberiza elegans)
  - aranyos sármány (Emberiza aureola)
  - szomáli sármány (Emberiza poliopleura)
  - szavannasármány (Emberiza flaviventris)
  - barnaszárnyú sármány (Emberiza affinis)
  - Cabanis-sármány (Emberiza cabanisi)
  - vörhenyes sármány (Emberiza rutila)
  - tibeti sármány (Emberiza koslowi)
  - kucsmás sármány (Emberiza melanocephala)
  - vörösfejű sármány (Emberiza bruniceps)
  - kénsárga sármány (Emberiza sulphurata)
  - feketearcú sármány (Emberiza spodocephala)
  - bambuszsármány (Emberiza variabilis)
  - szürkevállú sármány (Emberiza pallasi)
  - nádi sármány (Emberiza schoeniclus)
  - mandzsu sármány (Emberiza yessoensis)

A nembe sorolnak továbbá egy kihalt fajt is.
- - hosszúlábú sármány (Emberiza alcoveri)

Alternatív rendszerezésként megjelenhet a Geospizinae alcsalád, amely a galapagoszi Darwin-pintyeket foglalja magában. A rendszertani alternatívát az alapozza meg, hogy ezek a madarak nagy valószínűséggel egyetlen közös őstől származnak, közös kategóriájuk felállítása szükséges.